# Herb Bolkowa
Herb Bolkowa – jeden z symboli miasta Bolków i gminy Bolków w postaci herbu, herb ten znany jest od 1326 roku.

## Wygląd i symbolika
Herb Bolkowa jest jednopolowy, pole ma kolor niebieski. Przedstawia otwartą bramę miejską z czworokątną wieżą z dwoma otworami okiennymi, okna są podwójne. Biała Brama o pięciu blankach w dolnej części oraz trzech w górnej, okrywa ją szpiczasty czerwony dach ze złotą kulą. Po prawej stronie znajduje się złoty księżyc w nowiu z twarzą, zaś po lewej słońce z twarzą. Nad i pod tymi elementami znajdują się cztery gwiazdy. Pod bramą na pustym polu znajduje srebrny szczupak z głową zwróconą w prawą stronę.
- Ryba – symbolizuje Nysę Szaloną, nad którą położone jest miasto
- Wieża – przedstawienie wieży Zamku Bolków, otwarta brama symbolizuje otwartość i gościnność mieszkańców
- Słońce i księżyc – symbolizują Chrystusa i Kościół, może to mieć związek ze świętą księżną Jadwigą Śląską